# 郑州工程技术学院
郑州工程技术学院是一所位于河南省郑州市的综合性普通本科院校。该校创办于1980年，时名为中州大学，由中共中央副主席陈云题写校名。历史也曾存在同名的中州大学（1922~1927年），即现河南大学的前身，但是与该校无关。2015年，中州大学更名为郑州工程技术学院并升为本科。
学校设有工程技术学院、化工食品学院、信息工程学院、管理学院、经济贸易学院，文化与传播学院、艺术学院、体育学院、外国语学院、聋人艺术设计学院、继续教育学院等11个学院，共51个专业，此外有德育教学部、体育教学部、五年制大专教学部等3个公用教学机构。

## 地 址
- 英才校区：郑州市大学城北区英才街6号
- 航海校区：郑州市航海中路77号
- 金河校区：郑州市惠济区金河路